# Susie Curry
Susie Curry (Santa Bárbara, California; 22 de noviembre de 1972) es una culturista profesional estadounidense. Ha ganado cuatro títulos de Miss Fitness Internacional y cuatro títulos consecutivos de Miss Fitness Olympia.

## Biografía
Nacida como Susan Flora Curry nació en noviembre de 1972 en la ciudad de Santa Bárbara, en el estado de California, como la segunda mayor de tres hermanos. Era hija de un padre mixto irlandés-indio-italiano que conoció a su madre vietnamita mientras trabajaba como oficial del ejército estadounidense durante la guerra de Vietnam. En el momento de su nacimiento, su padre ya trabajaba en el ejército en Estados Unidos, pero debido a su trabajo militar Curry y su familia viajaban y vivían constantemente en lugares como Alemania, Nueva York, Corea del Sur y Carolina del Norte. Cuando ella y su familia se establecieron en Carolina, Susie desarrolló su pasión por la gimnasia en el instituto. Destacó tanto en esta disciplina que un entrenador de gimnasia de la Universidad Estatal de Carolina del Norte en Raleigh se fijó en ella y le ofreció una beca para asistir a la Universidad. No pudo desarrollar su potencial a nivel universitario debido a las lesiones, pero pudo graduarse en Ciencias Biológicas.
Curry empezó a entrenar con pesas en la universidad, ya que su entrenador la introdujo para mejorar su rendimiento. Cuando se retiró de la gimnasia de competición, Curry se tomó más en serio el entrenamiento con pesas al notar que su cuerpo cambiaba rápidamente debido a su falta de actividad.
Comenzó a competir en concursos de fitness en 1996 y se hizo profesional en 1997. Es una de las competidoras más exitosas de la historia del fitness femenino, con cuatro títulos en el Fitness International y el Fitness Olympia, las dos competiciones más prestigiosas del mundo del fitness. Es la campeona de fitness más condecorada de este deporte. En 2004, se pasó a la competición de figuras, alegando la exigencia general de la gimnasia y el estrés que esto suponía para sus articulaciones; su última competición de fitness fue el Show of Strength de GNC. Terminó su carrera competitiva con un tercer puesto en el Figure International.
Susie no defendió su título de Fitness Olympia en 2004 porque ella y su marido Danny estaban esperando un hijo. El matrimonio se trasladó al pueblo de Bremen (Georgia), donde cofundó un gimnasio y ayudaba y entrenaba a clientes. Curry tiene un tatuaje de una rosa en el bajo vientre. En la edición de octubre de 1999 de la revista Muscle & Fitness, explicó que en la universidad murió la madre de su compañera de cuarto y ambas se hicieron tatuajes idénticos de una rosa, en recuerdo de ella.

## Historial competitivo
- 1996 - NPC North Carolina Women's Fitness Championships - 1º puesto
- 1996 - NPC Junior USA Women Fitness - 1º puesto
- 1996 - NPC National Women's Fitness - 1º puesto
- 1996 - IFBB World Amateur Fitness - 1º puesto
- 1997 - IFBB Fitness Olympia - 4º puesto
- 1997 - IFBB Fitness International - 3º puesto
- 1997 - IFBB World Pro Fitness Championship - 1º puesto
- 1998 - IFBB Fitness International - 1º puesto
- 1998 - IFBB Fitness Olympia - 2º puesto
- 1999 - IFBB Fitness International - 1º puesto
- 1999 - IFBB Fitness Olympia - 3º puesto
- 2000 - IFBB Pittsburgh Pro Fitness - 1º puesto
- 2000 - IFBB Fitness Olympia - 1º puesto
- 2001 - IFBB Fitness Olympia - 1º puesto
- 2002 - IFBB Fitness International - 1º puesto
- 2002 - IFBB Fitness Olympia - 1º puesto
- 2003 - IFBB Fitness International - 1º puesto
- 2003 - IFBB GNC Show of Strength - 1º puesto
- 2003 - IFBB Fitness Olympia - 1º puesto
- 2004 - IFBB Figure International - 3º puesto